# 에르빈 헬름센
에르빈 헬름센(Erwin Helmchen)은 독일 출신의 축구 선수이다.
축구스포츠기록통계재단(RSSSF)에 따르면 개인 통산 981골을 기록하여 이 부분 전세계 1위 기록을 가지고 있다.
2. 1경기당 1.65골이다.
== 클럽 경력 ==바이애른뮌핸